# Ptychocheilus grandis
Ptychocheilus grandis (englisch Sacramento Pikeminnow oder Sacramento Squawfish) ist eine große räuberische Karpfenart, die endemisch in Kalifornien vorkommt.

## Beschreibung
Die Fischart hat eine langgestreckte und stromlinienförmige Körperform. Die Rückenpartie ist dunkel und geht an den Flanken in kupfer- bis grünfarbene Farbtöne über, Bauch- und Afterflossen sind leicht rötlich.
Der Sacramento Pikeminnow ist mit einer Durchschnittslänge von 40 Zentimetern neben dem Colorado Pikeminnow die zweitgrößte Art der Gattung Ptychocheilus. Er kann bei einer maximalen Lebensdauer von neun Jahren bis 140 Zentimeter lang werden. Im Jahr 2011 wurde ein 4,08 Kilogramm schweres und 75 cm langes Exemplar im New Melones Stausee gefangen, im Russian River und Sacramento River soll es sogar Exemplare bis 25 Kilogramm Gewicht geben.

## Vorkommen und Lebensraum
Ptychocheilus grandis ist an der Westküste der USA beheimatet.
Man findet den Sacramento Pikeminnow im kalifornischen Sacramento River San Joaquin River, Pajaro-Salinas,  Russian River,  Clear Lake sowie dem oberen Pit River Becken. Der Pikeminnow sucht bevorzugt felsige oder sandige Pools in kleinen und großen Flüssen, welche klares und warmes Wasser aufweisen, auf. Sein Verbreitungsgebiet war ursprünglich auf das California Central Valley und seinen Flachlandflüssen bis Flüssen im mittleren Bergland beschränkt.

## Lebensweise
Der gefräßige Raubfisch zeigt ein hechtähnliches Verhalten, indem er Beutefischen aus der Deckung auflauert.
Jungfische von Ptychocheilus grandis bis zu einer Länge von sieben Zentimetern suchen Flachwasser mit ausreichender Deckung und geringerer Strömungsgeschwindigkeit auf. Das Ernährungsspektrum der Jungfische reicht von Wasserinsekten bis zu Krebstieren, erst bei zunehmender Größe fressen sie Beutefische. Aufgrund von starken intraspezifischem Kannibalismus ist das Überleben der Jungfische eng mit dem Vorhandensein großer Pikeminnows korreliert. Jungfische sind hauptsächlich Tagräuber, während Adulte ihr Jagdverhalten auf die Dämmerung, Nacht und frühen Morgenstunden verlegen.
Die Laichzeit findet in den Monaten April bis Mai am Auslauf von Stromschnellen oder Pools mit Kiesgrund statt. Finden sich im Hauptstrom des Flusses kein geeignetes Laichgebiet, so wandern die geschlechtsreifen Fische die Nebenflüsse hoch.

## Nutzen
Der Sacramento Pikeminnow ist von geringem wirtschaftlichem Wert. Als Raubfisch wird er häufig beangelt. In vielen Gewässern mit Edelfischen wie Forellen und Lachsen ist der Sacramento Pikeminnow als Spitzenprädator aufgrund seines Raubverhaltens unerwünscht.